# إسماعيل إبراهيم شتات
إسماعيل إبراهيم شِتّات المشهور أيضًا بـابن الشّاطئ (28 مايو 1939 - 29 أبريل 2008) شاعر فلسطيني. ولد في جسير. درس في الخليل ثم ذهب إلى مصر فدرس الأدب العربي في جامعة القاهرة. عمل مدرّسًا في الأردن ولبنان وسوريا والجزائر. دخل الصحافة وعمل في الصحافة اللبنانية في أواخر الخمسينات، ثم في الصحافة والإذاعة الجزائريتين. هو مؤسس رابطة أدباء الساحل في سوريا في سنة 1966، وعضو مؤسس لاتحاد الكتاب العرب في سوريا، ورئيس فرع اتحاد الكتاب والصحفيين الفلسطينيين في المغرب العربي بين عامي 1974 - 1981. كتب ما يزيد على الثلاثين ديواناً. هاجر إلى الجزائر في 1970، اختار مدينة جيجل في الجزائر مستقرا وتوفي بها.

## سيرته
ولد إسماعيل إبراهيم أحمد شتات في 28 أيار/ مايو 1939 - 9 ربيع الآخر 1358 في جسير بالشمال الشرقي من غزة ونشأ بها. أنهى دراسته الثانوية في الخليل، والجامعية في تخصص الأدب العربي في القاهرة.

عمل مدرساً في الأردن ولبنان وسوريا والجزائر، كما عمل في الصحافة اللبنانية في أواخر الخمسينيات، والصحافة الجزائرية وفي الإذاعة الموجهة للمشرق العربي، ثم عاد إلى التدريس في المعاهد التكنولوجية والثانويات بالجزائر. 

هو مؤسس رابطة أدباء الساحل في سوريا 1966، وعضو مؤسس لاتحاد الكتاب العرب فيها 1968، ورئيس لفرع اتحاد الكتاب والصحفيين الفلسطينيين في المغرب العربي 1974 - 1981. وكان عضوا للأمانة العامة لاتحاد الكتاب الأفرو أسيويين وعضوا في اتحاد الأدباء العالميين. ونال عضوية شرف لعديد من الاتحادات العربية: اتحاد الكتاب الجزائريين، واتحاد الكتاب العرب واتحاد أدباء العراق، ورابطة الأدباء الأردنيين. إضافة لاتحاد الكتاب الفلسطينيين.

توفي ابن الشّاطئ في ليلة 29 نيسان/ أبريل 2008 - 23 ربيع الآخر 1429 في جيجل بالجزائر.

## مؤلفاته
من دواوينه الشعرية مطبوعة:
- خفقات قلب، 1964
- محطّات على ذاكرة الزمن، 1966
- دائرة الرفض، 1978
- الزمن الفلسطيني يتجدّد في البعد الثالث، 1979
- اعترافات في عز الظهيرة، 1981
- غاليتي لا تجيد فن الرقص، 1982
- ميسون وسرطان الموقف الصعب، 1983
- إعترافات في عزّ الظهيرة، 1983
- الحدائق المعلقة والزمن البديل، 1999
- أبجدية المنفى والبندقية، 2004
- أمّ أوفى تتجدد رغم الليل الطويل، 2007

## وصلات خارجية
- إسماعيل إبراهيم شتات على موقع أرشيف الشارخ.